# Guapira myrtiflora
Espèce
Synonymes
- Guapira standleyana Woodson[1]
- Torrubia myrtiflora Standl.[1]

Statut de conservation UICN

 LC  : Préoccupation mineure
Guapira myrtiflora est une espèce de plantes du genre Guapira de la famille des Nyctaginaceae .